# Алексеј Мечев
Алексеј (Алексиј) Алексејевич Мечев (Алексије Московски; 17. (29. март) 1859, Москва — 22. јун 1923, Вереја) је духовник Руске православне цркве, познати московски протојереј с почетка 20. века, настојатељ цркве Светог Николе у Кленникију.
Канонизован за светитеља Руске православне цркве 2000. године.

## Биографија
Рођен у породици регента Хора манастира Чудовског, Алексеја Ивановича Мечева.
Завршио је Заиконоспаску богословску школу и Московску богословију (1879). Сањао је да студира на универзитету и да постане лекар, али је на хитан захтев своје мајке прихватио свештенство.
Цео његов живот био је везан за служење у московским црквама. Служио је као псалмо-чтец у Цркви Знамења. Од 18. новембра 1884. - ђакон цркве Великомученика Георгија у Лубјанском проезду. Од 19. марта 1893. године - свештеник цркве Светог Николе у Кленику на Маросејки, где је служио до краја живота. Била је то једна од најмањих цркава у Москви, са врло мало парохијана. Упркос томе, увео је свакодневне службе у цркву и служио у празној цркви готово сам осам година. Међутим, постепено је свештеник стекао славу као добар пастир, све више и више парохијана је било у цркви, а временом се формирала једна од најпознатијих православних заједница у Москви. Према сећањима верника, његове беседе су биле једноставне, искрене, дирнуле су у срце дубином вере, истинитости и разумевања живота.
У доњем стамбеном спрату цркве отворио је парохијску школу и подигао прихватилиште за сирочад и сиромашне. Е.В. Винклер је 13 година предавао Закон Божији у женској гимназији. Допринео је оживљавању староруског иконописа, благословивши своју духовну кћер Марију Соколову (касније монахињу Јулијану) да слика иконе. Био је близак оптинским старешинама. После смрти супруге и сусрета са светим Јованом Кронштатским, и сам је постао познат као старешина. Био је скроман и проницљив човек. Често је водио разговоре са парохијанима на теме о животу светих. Један од оних који су се сусретима са њим духовно излечили и вратили стваралаштву био је уметник Роберт Фалк.
Био је исповедник Николаја Берђајева. Године 1922, када је Берђајев добио наређење од ОГПУ да напусти РСФСР, он се, у великој збуњености, обратио оцу Алексеју. „Немој да се стидиш, иди храбро. Запад мора да чује вашу реч“, рекао је отац Алексеј.
У совјетско време је два пута био позиван на „разговор“ у ОГПУ (крајем 1922. и 30. марта 1923.), а било му је забрањено да прима вернике. Због тешке болести није био подвргнут репресији. У мају 1923. отишао је на одмор у Вереју, где је и умро.
Сахрањен је у Москви на гробљу Лазаревско на његовој сахрани. Заупокојену литургију је обавио архиепископ Теодор (Поздејевски), а у сахрани је учествовао патријарх Тихон (оба епископа су управо била изашла из затвора). Тридесетих година 20. века пепео је пренет на Веденское гробље (14 локација).

## Похвала
Канонизован као светитељ од стране Јубиларног Архијерејског Сабора Руске Православне Цркве у августу 2000. године. Истовремено је канонизован његов син и наследник на месту настојатеља храма Сергије Мечев. Посебно су поштовани у цркви Светог Николе у Кленикију, где се налази параклис у име светог праведног Алексија и свештеномученика Сергија Мечева. 2001. године пронађене су мошти светог праведника Алексија Московског и пренете у цркву Светог Николе.